# Олексіївська сільська рада (Чернівецька область)
Олексі́ївська сільська́ ра́да — адміністративно-територіальна одиниця та орган місцевого самоврядування в Сокирянському районі Чернівецької області. Адміністративний центр — село Олексіївка .

## Загальні відомості
- Населення ради: 1 556 осіб (станом на 2001 рік)

## Населені пункти
Сільській раді підпорядковані населені пункти:
- с. Олексіївка
- с. Новоолексіївка

## Склад ради
Рада складається з 16 депутатів та голови.
- Голова ради: Скальський Іван Іванович
- Секретар ради: Мирза Валентина Іванівна

### Керівний склад попередніх скликань
| Прізвище, ім'я, по батькові | Основні відомості                                                                                  | Дата обрання | Дата звільнення |
| --------------------------- | -------------------------------------------------------------------------------------------------- | ------------ | --------------- |
| Скальський Іван Іванович    | Сільський голова, 1962 року народження, освіта вища, безпартійний                                  | 26.03.2006   | 31.10.2010      |
| Скальський Іван Іванович    | Сільський голова, 1962 року народження, освіта вища, член Всеукраїнського об'єднання «Батьківщина» | 31.10.2010   |                 |

Примітка: таблиця складена за даними сайту Верховної Ради України

### Депутати
За результатами місцевих виборів 2010 року депутатами ради стали:

#### За суб'єктами висування
| Суб'єкт висування                                       | Кількість обраних депутатів | %    |
| ------------------------------------------------------- | --------------------------- | ---- |
| Самовисування                                           | 9                           | 56,3 |
| Політична партія Всеукраїнське об'єднання «Батьківщина» | 7                           | 43,8 |

#### За округами
| № округу                                                | Прізвище, ім'я, по батькові         | Дата визнання обраним | Освіта             | Партійна приналежність                        | Відомості про обраного депутата                      |
| ------------------------------------------------------- | ----------------------------------- | --------------------- | ------------------ | --------------------------------------------- | ---------------------------------------------------- |
| Політична партія Всеукраїнське об'єднання «Батьківщина» |                                     |                       |                    |                                               |                                                      |
| 4                                                       | Доготар Віктор Анатолійович         | 05.11.2010            | вища               | член Всеукраїнського об'єднання «Батьківщина» | Олексіївська загальноосвітня школа І-ІІ ст., вчитель |
| 5                                                       | Доготар Наталя Володимирівна        | 05.11.2010            | вища               | член Всеукраїнського об'єднання «Батьківщина» | ДДЗ «Олексіївський Світлячок», вихователь            |
| 8                                                       | Нуца Петро Миколайович              | 05.11.2010            | середня            | член Всеукраїнського об'єднання «Батьківщина» | Агрофірма «Гвіздівці», керуючий                      |
| 9                                                       | Матвієвич Альона Василівна          | 05.11.2010            | середня спеціальна | член Всеукраїнського об'єднання «Батьківщина» | фельдшерсько-акушерський пункт с. Олексіївка, акушер |
| 12                                                      | Мирза Валентина Іванівна            | 05.11.2010            | вища               | член Всеукраїнського об'єднання «Батьківщина» | Олексіївська сільська рада, секретар сільської ради  |
| 13                                                      | Мирза Наталія Дмитрівна             | 05.11.2010            | середня            | член Всеукраїнського об'єднання «Батьківщина» | Олексіївська загальноосвітня школа І-ІІ ст., вчитель |
| 14                                                      | Михайлевський Олександр Миколайович | 05.11.2010            | вища               | член Всеукраїнського об'єднання «Батьківщина» | Новоолексіївський НВК, вчитель                       |
| Самовисування                                           |                                     |                       |                    |                                               |                                                      |
| 1                                                       | Боднар Віктор Андрійович            | 05.11.2010            | вища               | член Партії регіонів                          | Олексіївська загальноосвітня школа І-ІІ ст.          |
| 2                                                       | Гросул Микола Іванович              | 05.11.2010            | незакінчена вища   | позапартійний                                 | студент                                              |
| 3                                                       | Дем'янів Олена Василівна            | 05.11.2010            | середня спеціальна | позапартійна                                  | Олексіївський будинок культури, художній керівник    |
| 6                                                       | Жук Оксана Іванівна                 | 05.11.2010            | середня            | позапартійна                                  | тимчасово не працює                                  |
| 7                                                       | Куркалевська Любов Василівна        | 05.11.2010            | вища               | позапартійна                                  | тимчасово не працює                                  |
| 10                                                      | Мартинюк Віктор Миколайович         | 05.11.2010            | вища               | член Партії регіонів                          | «Нафтогазмережі» м. Сокиряни, контролер              |
| 11                                                      | Мартинюк Павло Миколайович          | 05.11.2010            | вища               | член Партії регіонів                          | ТОВ «СварогБуковина», охоронник                      |
| 15                                                      | Собко Анжела Іванівна               | 05.11.2010            | вища               | позапартійна                                  | Аптечний кіоск с. Олексіївка, аптекар                |
| 16                                                      | Янчак Альвіан Михайлович            | 05.11.2010            | вища               | позапартійний                                 | пенсіонер                                            |